# Нуклеарна зима
Нуклеарна зима је предвиђена климатска последица нуклеарног рата. У теорији, детонирање великог броја нуклеарних бомби, поготово изнад запаљивих мета као што су градови у ком случају би велике количине дима и чађи биле испуштене у Земљину стратосферу би могло да доведе до периода од више месеци или чак година током којих би температуре биле врло ниске а интензитет сунчеве светлости знатно умањен.
Сличне климатске последице може да изазове удар комете или астероида, што је сценарио који се понекад назива ударна зима, или приликом ерупције супервулкана (вулканска зима).

## Механизам
Сценарио нуклеарне зиме предвиђа да би огромне ватре изазване нуклеарним експлозијама (посебно у урбаним зонама) подигле огромне количине честица црног дима и аеросола у горњу тропосферу и стратосферу. На 10–15 km изнад површине Земље, апсорпција сунчевих зрака би додатно загрејала дим, подижући га у стратосферу, где би остао годинама без кише која би га спрала. Овај дим би блокирао знатан проценат сунчеве светлости што би довело до драстичног пада температуре на Земљиној површини.

## Последице

### Климатски ефекти
По студији представљеној у децембру 2006. на годишњем састанку Америчког геофизичког савеза, чак и мањи, регионални нуклеарни рат би могао да измени глобалну климу на деценију или дуже. У сценарију регионалног нуклеарног сукоба где би две супротстављене силе у суптропском региону испалиле свака по 50 атомских бомби снаге оне бачене на Хирошиму (око 15 килотона свака) на велике урбане центре, истраживачи су проценили да би било испуштено и до пет милиона тон чађи, што би довело до хлађења од неколико степени изнад великих области Северне Америке и Евроазије, укључујући већину области где се гаји жито. Захлађење би трајало годинама, и по налазима истраживања би било „катастрофално“.

### Озонске рупе
Студија објављена 2008. у Зборнику националне академије наука тврди да би нуклеарни сукоб између Пакистана и Индије у коме би били коришћени њихови тренутни арсенали могао да произведе скоро глобалну озонску рупу, што би изазвало проблеме у здрављу људи и негативне ефекте на животну средину који би трајали најмање једну деценију. Рачунарски моделована студија је испитивала сценарио нуклеарног рата између две земље у коме би са сваке стране било испаљено по 50 атомских бомби снаге оне бачене на Хирошиму. Ово би произвело пожаре у урбаним зонама и подигло и до пет милиона метричких тона чађи 80 km у стратосферу. Чађ би апсорбовала довољно сунчевог зрачења да загреје околне гасове што би покренуло низ хемијских реакција које би нарушиле стратосферски озонски омотач који штити Земљу од штетног ултраљубичастог зрачења.
Међутим, детонирање нуклеарног оружја док је још у ваздуху (као што је био случај у Хирошими и Нагасакију) како би се максимирало разарање би довело до експлозија које би у ствари произвеле велике количине озона. Ватрене лопте би такође потрошиле сав кисеоник у околини што би спречило дегенерацију услед Чапмановог механизма. Иницијално гама зрачење које би било произведено у експлозијама било да се оне догоде на површини или у ваздуху би у почетку довело до стварања озона око ватрених лопти. Осим гама зрачења, ултраљубичасто светло ниских таласних дужина, које се граничи са спектром икс-зрака такође реагује са  и производи озон по следећој једначини:
Нуклеарно оружје ослобађа и до 80% своје енергије кроз меке икс-зраке. Ова природна хемијска реакција производи око 4.500 тона озона по секунди у зависности од величине експлозије и висине на којој је извршена детонација.
У студији која је објављена у Зборнику Националне академије наука је оштећење озонског омотача објашњено реакцијом азота са озоном. Међутим, овај азот оксид брзо реагује са влагом насталом у облаку печурке и гради азотну киселину која пада са кишом. То је објашњено следећим једначинама:
Молекули азот оксида настали у нуклеарним експлозијама не уништавају озонски омотач већ се оксидују у азотну киселину реакцијом са атмосферском влагом пре него што доспеју до озонског омотача. Чак и у доба најинтензивнијих нуклеарних проба није било промена у количини озона у атмосфери. Кад су у питању експлозије на великим висинама ту не постоји ударни талас високог притиска који је потребан за настанак  али гама зрачење које погађа молекуле кисеоника ће и даље стварати озон.

## Критике и дебате
Студија коју је спровео TTAPS је добила значајну пажњу али и критике у медијима. Каснији модели су у неким случајевима предвиђали слабије ефекте али су и они подржавали свеукупни закључак о значајном глобалном захлађењу. Скорашње студије (2006) потврђују тезу да би дим из пожара у урбаним зонама у регионалном сукобу довео до дугорочног глобалног захлађења али мање драматичног него што то предвиђа сценарио нуклеарне зиме, док је студија о ефектима глобалног нуклеарног рата из 2007. подржала закључак да би довео до праве нуклеарне зиме.
Оригинални рад Сејгана и сарадника је критикован као „мит“ и „дискредитована теорија“ у Вештинама преживљавања у нуклеарном рату, приручника за цивилну заштиту из 1987. који је написао Кресон Керни (енгл. Cresson Kearny) из Националне лабораторије Оук Риџ. Керни је тврдио да би максимални пад температуре био око 11 степени целзијусових али би овакво захлађење трајало само неколико дана. Такође је навео да би глобални нуклеарни рат заиста довео смрти милиона људи од глади, али углавном због прекида међународних токова хране, а не услед климатских промена.
Сам Керни није био климатолог, већ је своје закључке готово у потпуности базирао на раду „Nuclear Winter Reappraised“ Старлија Томпсона и Стивена Шнајдера из 1986. Међутим, чланак који је Брајан Мартин написао 1988 у часопису Science and Public Policy наводи да иако је у овом раду закључено да би ефекти били мање драматични него што се првобитно мислило, па су аутори те ефекте описали као „нуклеарну јесен“, друге изјаве Томпсона и Шнајдера показују да су они „одолели интерпретацији да ово значи одбацивање основних тврдњи о нуклеарној зими“. Осим тога, студија из 2007 истиче да „због тога што су Томпсон и Шнајдер [1986] користили израз 'нуклеарна јесен', иако су и сами аутори јасно истакли да би климатске последице биле велике, у круговима у којима се одлучује о политикама неки су почели да сматрају да је теорија нуклеарне зиме претерана и оповргнута [нпр. Martin, 1988].“ 2007. је сам Шнајдер подвукао опасност од озбиљних климатских промена услед ограниченог нуклеарног рата попут оног из студије из 2006. описане горе, рекавши како је „Сунце много снажније у тропским пределима него на средњим ширинама. Стога би рат много ограниченијег обима [тамо] могао да има много веће ефекте, јер се дим испушта на најгорем могућем месту.“